# Josh O'Connor
Josh O'Connor (Southampton, 20. svibnja 1990.), britanski glumac. Svoju prvu zapaženu ulogu ostvario je u romantičnoj drami God's Own Country za koju je osvojio nagradu BIFA-e. Za ulogu mladog Charlesa III. u Netflixovoj seriji Kruna (2019. – 2020.), osvojio je Zlatni globus.
Glumio je u dramama Emma (2020.) i La chimera (2023.) u kojima je također dobio pohvale od strane kritike.

## Rani život i obrazovanje
Rođen je 1990. od oca Johna, učitelja, i majke Emily, primalje. Živio je ju Newburyju do svoje pete godine, a onda s obitelji seli u Cheltenham gdje je odrastao. Njegov stariji brat je umjetnik, a mlađi ekološki ekonomist i istraživač.
Dolazi iz obitelji umjetnika. Njegov djed je bio kipar, baka keramičarka, a njegova teta s majčine strane spisateljica. O'Connor ima irsko, englesko, škotsko i židovsko porijeklo. 
Počeo je glumiti sa sedam godina. Istaknuo je kako mu je škola drame koju je pohađao pomogla živjeti s disleksijom.

## Glumačka karijera
Od 2012. počinje dobivati manje uloge. Zanimljivo, pojavio se u seriji Doctor Who u ulozi Piotra. 
Svoju prvu veću ulogu dobiva u filmu God's Own Country 2017. čiji je direktor Francis Lee. U ulozi Johnnyja Saxbyja, pastira na jorkširskoj farmi kojemu težak stočarski život sve teže pada pa frustracije liječi opijanjem i neobaveznim seksom te se sve više zatvara u sebe. No, postupno se mijenja kada na farmu kao ispomoć dolazi imigrant, mladi Rumunj Gheorghe Ionescu u kojeg se Johnny kasnije zaljubljuje. 
O'Connor je dva tjedna radio na istoj farmi kako bi se pripremio za film. Za svoju ulogu dobio je pohvale od strane kritike te osvojio nagradu  British Independent Film Award (BIFA) i nominaciju BAFTA-e za mladog glumca.

## Osobni život
U svoje slobodno vrijeme, O'Connor voli čitati i praviti crteže. Navijač je nogometnog kluba Southamptona.

U vrijeme koronavirus pandemije 2020., kada je napunio trideset godina, izjavio je sljedeće: 
 Ja zapravo ne volim klubove, niti druženja u grupama, niti se praviti cool. Preko noći sam odlučio da mi se to ne mora sviđati. Ako imam 30 godina, mogu priznati da volim dinamiku jedan na jedan, ostati u kući i čitati.

### Politički stavovi
O'Connor je pristalica Laburističke stranke te je opisao sebe kao "liberalnog ljevičara" te da ga Kraljevska obitelj "ne zanima". Također, pobornik je republikanističke struje u Velikoj Britaniji, iako je izrazio pozitivne stavove prema tadašnjoj britanskoj kraljici Elizabeti II. i tadašnjem princu, a danas kralju Charlesu III.

### O seksualnosti
O'Connor nikada nije skrivao svoju podršku za prava LGBT zajednice. U jednom intervjuu 2019. godine izjavio je:
Nekoliko su me puta pitali treba li heteroseksualni glumac glumiti gay ulogu. I svaki put sam bio iskren i rekao... ne znam. Uvijek bih bio otvoren po tom pitanju. Seksualnost je kompliciranija nego što mislimo. Baš kao što Grayson govori o tome kako muškost nije čelična šipka, to vrijedi i za seksualnost; fluidna je i elastična, ali često zapravo nemamo alate da to artikuliramo u našoj kulturi.